# Prodoxoides asymmetra
Prodoxoides asymmetra är en fjärilsart som beskrevs av Nielsen och Davis 1985. Prodoxoides asymmetra ingår i släktet Prodoxoides och familjen knoppmalar. Inga underarter finns listade i Catalogue of Life.